# Anders Jahre Nunatak
Anders Jahre Nunatak är en nunatak i Grönland (Kungariket Danmark). Den ligger i den centrala delen av Grönland, 1 300 km nordost om huvudstaden Nuuk. Toppen på Anders Jahre Nunatak är 2 287 meter över havet.
Terrängen runt Anders Jahre Nunatak är kuperad åt nordväst, men åt sydost är den platt.  Trakten runt Anders Jahre Nunatak är nära nog obefolkad, med mindre än två invånare per kvadratkilometer. Det finns inga samhällen i närheten. Trakten runt Anders Jahre Nunatak är permanent täckt av is och snö.